# NGC 4606
NGC 4606 (другие обозначения — UGC 7839, MCG 2-32-174, ZWG 70.213, VCC 1859, IRAS12384+1211, PGC 42516) — пекулярная спиральная галактика с перемычкой (классификация по Хабблу SBa, по Вокулёру SB(s)a:) в созвездии Девы. Открыта Уильямом Гершелем 15 марта 1784 года.
Этот объект входит в число перечисленных в оригинальной редакции «Нового общего каталога».
На фотографии Digitized Sky Survey объект выглядит как наклонённая спиральная галактика с перемычкой, имеющая яркое ядро и диффузные изогнутые спиральные рукава, расширяющиеся от тусклой перемычки. Визуально при наблюдении в средний любительский телескоп NGC 4606 видна как небольшая, но сравнительно яркая галактика; она довольно плоская и вытянута с северо-востока на юго-запад. Поверхностная яркость достаточно равномерна вдоль её главной оси. Выделяется более яркое ядро. На галактику накладываются две слабые звезды поля: первая находится на угловом расстоянии 0,4′ к юго-юго-западу от центра на фоне внешней оболочки. Вторая — на расстоянии 1,1′ к юго-юго-западу за пределами видимого в телескоп диска. Эти звёзды и центр галактики выстроены примерно по одной прямой. В юго-юго-восточном направлении на угловом расстоянии 3,8′ от ядра NGC 4606 находится соседняя галактика NGC 4607, которая видна в телескоп как очень слабая, туманная полоска света, вытянутая с севера на юг. Расстояние между ядрами обеих галактик на предполагаемом расстоянии должно составлять около 80 тыс. световых лет или, по другим данным, 17 кпк (55 тыс. световых лет). Разность радиальных скоростей между ними составляет 593 км/с. Радиальная скорость NGC 4606: 1615 км/с. Расстояние до нас: 72 млн световых лет. Диаметр: 67 тыс. световых лет.
Пара NGC 4606 + NGC 4607 находится неподалёку от предполагаемой компактной группы галактик, включающей M 60, M 59, NGC 4660, NGC 4638 и NGC 4647 (угловое расстояние до центра группы, находящейся к юго-востоку, составляет около 40′), однако показано, что эта пара не нарушает изолированность компактной группы.
NGC 4606 является частью скопления Девы.
Вращательная скорость звёзд в галактике чрезвычайно мала: на расстоянии 25′′ от центра она составляет 55 ± 4 км/с, профиль вращательных скоростей звёзд плоский.. Балдж галактики невелик, она испытывает гравитационные возмущения, пики распределения дисперсии скоростей звёзд смещены от ядра и от оси, при этом дисперсия скоростей почти одинакова по всему диску и составляет 49 ± 3 км/с. Изофоты звёздного света неэллиптичны. Пылевые полосы в галактике также возмущены. Предположительно, в прошлом галактика испытала слияние с отношением масс компонентов ~1:3. Распределение газа таково, что звездообразование сосредоточено в радиусе 1 кпк от центра, а за пределами этой сферы практически отсутствует. Эмиссионные линии ионизованного газа видны в пределах 10′′ от центра; наиболее сильная эмиссия наблюдается в вытянутой структуре из областей HII, напоминающей перемычку. Видна также структура в эмиссионных линиях дважды ионизированного кислорода ([OIII]), вытянутая к западу вдоль малой оси, но не сопровождающаяся светом в линии водорода Hβ.

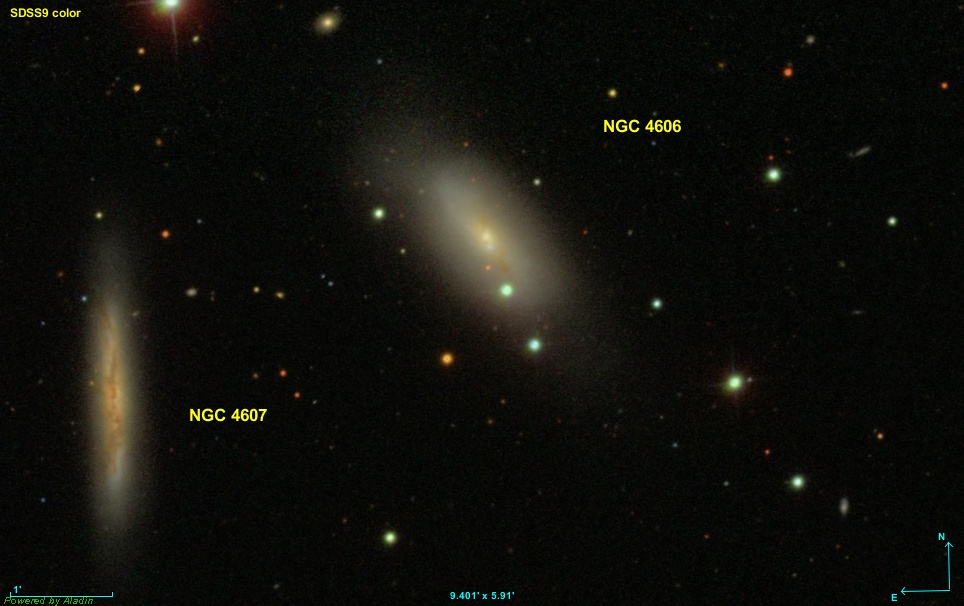
NGC 4606 вместе с соседней галактикой NGC 4607